# Thomas D. Johnston
Thomas Dillard Johnston (* 1. April 1840 in Waynesville, Haywood County, North Carolina; † 22. Juni 1902 in Asheville, North Carolina) war ein US-amerikanischer Politiker. Zwischen 1885 und 1889 vertrat er den Bundesstaat North Carolina im US-Repräsentantenhaus.

## Werdegang
Thomas Johnston besuchte die öffentlichen Schulen seiner Heimat und die Col. Stephen Lee’s Preparatory School in Asheville. Im Jahr 1858 schrieb er sich an der University of North Carolina in Chapel Hill ein. Dieses Studium brach er im Frühjahr 1859 aus gesundheitlichen Gründen ab. Später begann er ein Jurastudium. Während des Bürgerkrieges stieg er im Heer der Konföderation bis zum Hauptmann auf. Dabei wurde er mehrfach verwundet. Nach seiner 1867 erfolgten Zulassung als Rechtsanwalt begann Johnston in Asheville in diesem Beruf zu praktizieren. Gleichzeitig schlug er als Mitglied der Demokratischen Partei eine politische Laufbahn ein. 1869 wurde er zum Bürgermeister von Asheville gewählt. In den Jahren 1870 bis 1874 war er Abgeordneter im Repräsentantenhaus von North Carolina; im Jahr 1876 saß er im Staatssenat.
Bei den Kongresswahlen des Jahres 1884 wurde Johnston im neunten Wahlbezirk von North Carolina in das US-Repräsentantenhaus in Washington, D.C. gewählt, wo er am 4. März 1885 die Nachfolge von Risden Tyler Bennett antrat. Nach einer Wiederwahl konnte er bis zum 3. März 1889 zwei Legislaturperioden im Kongress absolvieren. Im Jahr 1888 unterlag er dem Republikaner Hamilton G. Ewart. Nach seinem Ausscheiden aus dem US-Repräsentantenhaus arbeitete Thomas Johnston wieder als Anwalt. Er starb am 22. Juni 1902 in Asheville, wo er auch beigesetzt wurde. Mit seiner Frau Leila (1849–1902) hatte er eine Tochter.